# Nesslerjev reagent
Nesslerjev reagent, v terminologiji IUPAC kalijev tetrajodo-merkurat(II), s kemijsko formulo K2HgI4, je občutljiv reagent za amonijak (1 ppm). Če ga dodajamo alkalni raztopini amonijevega iona, se pojavi rdeče do rjava oborina.
Ioni, ki dajejo obarvane oborine z hidroksidi, lahko povzročijo motnje. Motnjam se izognemo tako, da nanesemo Nesslerjev reagent na palčko in jo držimo nad raztopino iz katere uhaja amonijak. Kapljica pri tem porjavi.